# Brian Mascord

Bischofswappen von Brian Gregory Mascord

Brian Mascord (* 30. Januar 1959 in Newcastle, New South Wales, Australien) ist ein australischer Geistlicher und römisch-katholischer Bischof von Wollongong.

## Leben
Bevor Brian Mascord in das Priesterseminar St. Patrick in Manly eintrat, war er Grundschullehrer. Er empfing am 31. Oktober 1992 in der Sacred Heart Church in Hamilton das Sakrament der Priesterweihe.
Anschließend war Mascord als Pfarrvikar in der Seelsorge tätig, bevor er schließlich Pfarrer der Pfarrei St. Mary MacKillop in Charlestown, Direktor der Berufungspastoral im Bistum Maitland-Newcastle und Mitglied des Diözesankomitees für die Liturgie wurde. Seit 2013 war Brian Mascord zudem Generalvikar des Bistums Maitland-Newcastle.
Am 30. November 2017 ernannte ihn Papst Franziskus zum Bischof von Wollongong. Der Erzbischof von Sydney, Anthony Fisher OP, spendete ihm am 22. Februar 2018 die Bischofsweihe; Mitkonsekratoren waren der Bischof von Maitland-Newcastle, William Wright, und der emeritierte Bischof von Wollongong, Peter Ingham.